# Seothyra schreineri
Espèce
Seothyra schreineri est une espèce d'araignées aranéomorphes de la famille des Eresidae.

## Distribution
Cette espèce se rencontre en Afrique du Sud et en Namibie.

## Description
Les mâles mesurent de 4,75 à 6,5 mm et les femelles de 5 à 8 mm.

## Étymologie
Cette espèce est nommée en l'honneur de Samuel Cron Cronwright Schreiner.

## Publication originale
- Purcell, 1903 : New Arachnida collected by Mr. S. C. Cronwright Schreiner at Hanover, Cape Colony. Annals of the South African Museum, vol. 3, p. 13-40 (texte intégral).